# Wahlbezirk Österreich unter der Enns 23
Der Wahlbezirk Österreich unter der Enns 23 war ein Wahlkreis für die Wahlen zum Abgeordnetenhaus im österreichischen Kronland Österreich unter der Enns. Der Wahlbezirk wurde 1907 mit der Einführung der Reichsratswahlordnung geschaffen und bestand bis zum Zusammenbruch der Habsburgermonarchie.

## Geschichte
Nachdem der Reichsrat im Herbst 1906 das allgemeine, gleiche, geheime und direkte Männerwahlrecht beschlossen hatte, wurde mit 26. Jänner 1907 die große Wahlrechtsreform durch Sanktionierung von Kaiser Franz Joseph I. gültig. Mit der neuen Reichsratswahlordnung schuf man insgesamt 516 Wahlbezirke, wobei mit Ausnahme Galiziens in jedem Wahlbezirk ein Abgeordneter im Zuge der Reichsratswahl gewählt wurde. Der Abgeordnete musste sich dabei im ersten Wahlgang oder in einer Stichwahl mit absoluter Mehrheit durchsetzen. Der Wahlkreis Österreich unter der Enns 23 umfasste den 13. Wiener Gemeindebezirk Hietzing.
Aus der Reichsratswahl 1907 ging im ersten Wahlgang der amtierende Wiener Bürgermeister Karl Lueger (Christlichsoziale Partei) als Sieger hervor. Er verstarb jedoch im März 1910, woraufhin sich sein Parteikollege, der neugewählte Wiener Bürgermeister Josef Neumayer bei der Reichsratsersatzwahl im Oktober 1910 ebenfalls im ersten Wahlgang durchsetzen konnte. Neumayer konnte sein Mandat bei der Reichsratswahl 1911 nicht verteidigen. Er schrammte im ersten Wahlgang mit 48,9 Prozent knapp an der absoluten Mehrheit im ersten Wahlgang vorbei und unterlag in der Stichwahl dem Sozialdemokraten Wilhelm Schiegl, der in der Stichwahl 51,6 Prozent erzielte.

## Wahlergebnisse

### Reichsratswahl 1907
Die Reichsratswahl 1907 wurde am 14. Mai 1907 (erster Wahlgang) durchgeführt. Die Stichwahl entfiel auf Grund der absoluten Mehrheit von Leopold Kunschak im ersten Wahlgang.
| Kandidat                                                                       | Partei                                   | Wahlkreis- stimmen | Stimmen- anteil |
| ------------------------------------------------------------------------------ | ---------------------------------------- | ------------------ | --------------- |
| Karl Lueger                                                                    | Christlichsoziale Partei                 | 8917               | 56,4 %          |
| Emil Polke                                                                     | Sozialdemokratische Arbeiterpartei       | 5731               | 36,2 %          |
| Friedrich Schmidt                                                              | Beamtenpartei                            | 998                | 6,3 %           |
|                                                                                | tschechischer Kandidat                   | 41                 | 0,3 %           |
|                                                                                | deutsch-nationale/alldeutsche Kandidaten | 37                 | 0,2 %           |
| Sonstige                                                                       |                                          | 89                 | 0,6 %           |
| Wahlberechtigte: 17.660, Ungültige/Leere Stimmen: 353, Wahlbeteiligung: 91,5 % |                                          |                    |                 |

### Reichsratsersatzwahl 1910
Nach dem Tod von Karl Lueger im März 1910 wurde am 28. Oktober 1910 (erster Wahlgang) die Reichsratsersatzwahl durchgeführt. Die Stichwahl entfiel auf Grund der absoluten Mehrheit von Josef Neumayer im ersten Wahlgang.
| Kandidat                                                                       | Partei                             | Wahlkreis- stimmen | Stimmen- anteil |
| ------------------------------------------------------------------------------ | ---------------------------------- | ------------------ | --------------- |
| Josef Neumayer                                                                 | Christlichsoziale Partei           | 9786               | 54,2 %          |
| Emil Polke                                                                     | Sozialdemokratische Arbeiterpartei | 6896               | 38,2 %          |
| Friedrich Schmidt                                                              | deutsch-nationaler Kandidat        | 564                | 3,1 %           |
| Oswald Hohensinner                                                             | liberaler Kandidat                 | 562                | 3,1 %           |
| Wessely                                                                        | deutsch-radikaler Kandidat         | 144                | 0,8 %           |
| Sonstige                                                                       |                                    | 112                | 0,6 %           |
| Wahlberechtigte: 21.029, Ungültige/Leere Stimmen: 909, Wahlbeteiligung: 89,4 % |                                    |                    |                 |

### Reichsratswahl 1911
Die Reichsratswahl 1911 wurde am 13. Juni 1911 (erster Wahlgang) sowie am 20. Juni 1911 (Stichwahl) durchgeführt.

#### Erster Wahlgang
| Kandidat                                                                        | Partei                             | Wahlkreis- stimmen | Stimmen- anteil |
| ------------------------------------------------------------------------------- | ---------------------------------- | ------------------ | --------------- |
| Josef Neumayer                                                                  | Christlichsoziale Partei           | 9322               | 48,9 %          |
| Wilhelm Schiegl                                                                 | Sozialdemokratische Arbeiterpartei | 7660               | 40,1 %          |
| Bernhard                                                                        | deutsch-freiheitlicher Kandidat    | 1606               | 8,4 %           |
|                                                                                 | deutsch-nationaler Kandidat        | 208                | 1,1 %           |
|                                                                                 | tschechisch-nationaler Kandidat    | 54                 | 0,3 %           |
| Sonstige                                                                        |                                    | 231                | 1,2 %           |
| Wahlberechtigte: 21.843, Ungültige/Leere Stimmen: 1095, Wahlbeteiligung: 92,4 % |                                    |                    |                 |

#### Stichwahl
| Kandidat                                                                 | Partei                             | Wahlkreis- stimmen | Stimmen- anteil |
| ------------------------------------------------------------------------ | ---------------------------------- | ------------------ | --------------- |
| Wilhelm Schiegl                                                          | Sozialdemokratische Arbeiterpartei | 9950               | 51,6 %          |
| Josef Neumayer                                                           | Christlichsoziale Partei           | 9341               | 48,4 %          |
| Wahlberechtigte: 21.843, Ungültige Stimmen: 815, Wahlbeteiligung: 92,0 % |                                    |                    |                 |